# Distretto di Loeŭ
Il distretto di Loeŭ (in bielorusso Лоеўскі раён?) è un distretto (raën) della Bielorussia appartenente alla regione di Homel'.